# Уша Венс
Уша Чілукурі Венс (англ. Usha Bala Chilukuri, до шлюбу Уша Бала Чілукурі; нар.6 січня 1986, Сан-Дієго, Каліфорнія, США) — американська юристка, дружина Джеймса Ді Венса, екссенатора від Огайо й віцепрезидента США. 20 січня 2025 року стала другою леді США, ставши першою американкою індійського походження, яка сповідує індуїзм, у цій ролі.
Народилася в родині індійських іммігрантів і росла у передмісті серед вищого середнього класу. Закінчила Єльський університет зі ступенем бакалавра історії та Єльську юридичну школу зі ступенем доктора права. Після закінчення юридичної школи працювала клерком у кількох федеральних суддів, зокрема у голови Верховного суду США Джона Робертса, судді Бретта Кавано та судді Амула Тапара.
2019 року прийнята до колегії адвокатів округу Колумбія, а згодом працювала у провідній юридичній фірмі, яка спеціалізувалася у цивільному праві та апеляційних справах, що стосувалися вищої освіти, місцевого самоврядування, розваг і технологій. У липні 2024 року звільнилася.
Виступила зі вступною промовою на національному з'їзді Республіканської партії 2024 року та часто їздила з чоловіком на заходи його кампанії.

## Ранні роки й освіта
Народилася в передмісті Сан-Дієго, штат Каліфорнія, в сім'ї телугумовних індійських іммігрантів. Її батько — інженер-механік з Індійського технологічного інституту в Мадрасі і викладач Університету штату Каліфорнія в Сан-Дієго, а мама — молекулярна біологиня і ректорка Університету Каліфорнії у Сан-Дієго.
Батьки походять з громади телугу-брахманів з районів Західного Годаварі та Кришни штату Андгра-Прадеш, Індія. Родина переїхала з Андхра-Прадеш, Індія, у 1980-х роках. Уша виросла в передмісті Сан-Дієго, де проживав вищий середній клас.
Її корені по батьківській лінії можна простежити до Чілукурі Бучіпапая Шастрі (прибл. XVIII століття), який жив у Сайпурамі, мандалі Вуюру, округ Крішна, Андгра-Прадеш. Пізніше одна гілка родини мігрувала до Вадлуру поблизу Тануку в районі Західний Ґодаварі в Андгра-Прадеш. Мама Уші, Лакшмі, походить з Памарру, Крішна.
Її двоюрідна тітка, Чілукурі Сантгамма, яка проживає у Вішакхапатнамі, штат Андгра-Прадеш, вважається найстарішим активним професором в Індії, у 2024 році їй було 96 років. Вона — авторка книги, основаної на стародавньому індуїстському священному тексті «Бгаґавад-Ґіта». Дідусь Уші по батьківській лінії, Чілукурі Рама Састрі, викладав фізику в Індійському технологічному інституті в Мадрасі, у якому на його честь є нагорода для студентів. Її тітка по батькові живе в Ченнаї.
2003 року закінчила школу у Сан-Дієго, де виступала в оркестрі. У неї є сестра Шрея. Друзі дитинства описували її як «лідерку» і «книголюбку». 2007 року закінчила Єльський університет з відзнакою summa cum laude, здобувши ступінь бакалавра історії та була членкинею Фі Бета Каппа. У студентські роки займалася волонтерством у місцевих початкових школах, була лідеркою загону дівчат-скаутів і стала головною редакторкою видання про освітню політику «Our Education». Після закінчення університету викладала англійську й американську історію як стипендіатка Єльського університету в Китаї в Університеті Сунь Ятсена у Гуанчжоу, Китай. 2010 року закінчила коледж Клер, Кембридж, в Англії, як стипендіатка Гейтса Кембриджа, здобувши ступінь магістра філософії з раннього нового періоду.
2013 року здобула ступінь доктора юриспруденції в Єльській юридичній школі, де працювала виконавчою редакторкою з питань розвитку «Єльського юридичного журналу» та керуючою редакторкою «Єльського журналу права та технологій». Під час навчання брала участь у Клініці адвокатів Верховного суду, Клініці свободи ЗМІ та доступу до інформації, Проєкті допомоги біженцям з Іраку та Pro Bono Network.

## Кар'єра
У 2013—2014 роках працювала клерком у судді Амула Тапара з окружного суду Східного округу Кентуккі, у 2014—2015 роках — у судді Бретта Кавано в Апеляційному суді округу Колумбія і голови Верховного суду США Джона Робертса у 2017—2018 роках.
У травні 2019 року прийнята до Колегії адвокатів округу Колумбія. Працювала в юридичній фірмі Munger, Tolles&Olson, розглядаючи цивільні справи й апеляції у справах, що стосувалися вищої освіти, місцевого самоврядування, розваг і технологій, У липні 2024 року звільнилася, «щоб зосередитися на турботі про сім'ю». Серед її клієнтів були регенти Каліфорнійського університету, Pacific Gas and Electric Company і підрозділ The Walt Disney Company. Раніше працював літнім співробітником у Williams&Connolly, Taft Stettinius&Hollister і Levine Sullivan Koch&Schulz.
Була членкинею правління Асоціації випускників Кембриджа Гейтса та секретаркою правління Симфонічного оркестру Цинциннаті.

## Виборча кампанія 2024 року

### Віцепрезидентська кампанія Джеймса Девіда Венса
На Національному з'їзді Республіканської партії у липні 2024 року виступила зі вступною промовою. Відтоді була радницею свого чоловіка і часто їздила з ним на агітаційні заходи, час від часу з'являючись з ним на сцені.
За деякими даними, допомагала чоловікові готуватися до віцепрезидентських дебатів 2024 року. Кілька видань, зокрема «Нью-Йорк таймс», «Волл-стріт джорнел» і «Лос-Анджелес таймс», оголосили його переможцем дебатів. Уша Венс також отримала оцінку за позитивний виступ свого чоловіка на дебатах.

### Друга леді США
Перемога Дональда Трампа на президентських виборах у США 2024 року забезпечила її титул другої леді США. Вона стала одночасно першою другою леді індійського походження в Білому домі та першою другою леді, що сповідує індуїзм.

## Особисте життя
Під час навчання в Єльській юридичній школі познайомилася з Джеймсом Ді Венсом, стосунки яких заохочувала їхня професор Емі Чуа, яка назвала ці стосунки «вкрай малоймовірними між протилежностями». 2013 року Чілукурі та Венс разом організували дискусійну групу в Єльському університеті, присвячену «соціальному занепаду в білій Америці». Венс часто називав Чілукурі своєю «духовною провідницею Єльського університету».
2014 року пара одружилася в Кентуккі на міжрелігійній церемонії: друг її чоловіка Джаміль Джівані читав Біблію, а індуїстський пандит благословив пару. Пара виховує трьох дітей у Цинциннаті. Вона сповідіє індуїзм, а її чоловік християнство, він виховувався євангелістом, але 2019 року навернувся до католицизму.
Згідно з відкритими даними, 2014 року Чілукурі голосувала на праймеріз від Демократичної партії, а 2022 року — від Республіканської партії, від якої її чоловік був кандидатом. Вона працювала з консервативними суддями, як-от Робертс і Кавано, але також працювала в каліфорнійській юридичній фірмі з прогресивною культурою праці. За даними «Нью-Йорк таймс», її політичні погляди поступово змінювались, оскільки 2021 року вона зробила політичний внесок у кампанію націонал-консерватора Блейка Мастерса до Сенату США.
Завзято читає з ранніх років. У дитинстві часто відвідувала Індію та познайомилася з індійською літературою, читаючи, зокрема, книжки нобелівського лауреата Рабіндраната Тагора та романіста Р. К. Нараяна. Серед «прочитаних» книг в її обліковому записі Goodreads — романи Зеді Сміт, Джонатана Сафрана Фоера та Володимира Набокова, а також науково-популярна література Ніни Берлі та Ніколаса Крістофа. 2016 року прочитала книгу свого чоловіка «Сільська елегія» і поставила їй 5 зірок.

## У кіно
В «Сільській елегії» (2020), фільмі про життя її чоловіка, її зіграла акторка Фріда Пінто.